# Ле-Турнёр
Ле-Турнёр (фр. Le Tourneur) — коммуна во Франции, находится в регионе Нижняя Нормандия. Департамент коммуны — Кальвадос. Входит в состав кантона Ле-Бени-Бокаж. Округ коммуны — Вир.
Код INSEE коммуны — 14704.

## Население
Население коммуны на 2010 год составляло 599 человек.
| 1962 | 1968 | 1975 | 1982 | 1990 | 1999 | 2010 |
| ---- | ---- | ---- | ---- | ---- | ---- | ---- |
| 738  | 687  | 593  | 527  | 506  | 500  | 599  |

## Экономика
В 2010 году среди 359 человек трудоспособного возраста (15—64 лет) 284 были экономически активными, 75 — неактивными (показатель активности — 79,1 %, в 1999 году было 73,7 %). Из 284 активных жителей работали 259 человек (138 мужчин и 121 женщина), безработных было 25 (12 мужчин и 13 женщин). Среди 75 неактивных 23 человека были учениками или студентами, 34 — пенсионерами, 18 были неактивными по другим причинам.